# Diego del Corro y Santiago
Diego del Corro y Santiago (Sanlúcar de Barrameda, España, 17 de septiembre de 1706–San Jerónimo de Jauja, Perú, 28 de enero de 1761) fue un sacerdote católico español que llegó a ser el 20° obispo de Popayán (1752 - 1758) y 14° arzobispo de Lima (1759 - 1761).

## Biografía
Su padre era militar que había llegado a Sanlúcar procedente de Ayamonte el año 1640. 
Pasó su niñez en Sanlúcar hasta que un sacerdote le descubrió indicios de vocación religiosa. 
Fue enviado a Roma, donde estudió en el seminario jesuítico y en la Universidad de Redivivos, y cuando volvió a España pasó a la Universidad de Sigüenza donde se licenció y doctoró en Teología.
Después de pasar trece años en la Catedral de Sevilla, donde ganó en concurso una canonjía e incluso publicó en 1739 la obra Dissertatio Theologica-Critica, paso al Virreinato del Perú para ocupar una canonjía en el Cabildo metropolitano de Lima. Pero a la sazón no existía vacante y sucesivamente ejerció el curato de Cajacay en el partido de Cajatambo y el de Tauca en Conchucos. 
En 1749 asumió por fin la referida canonjía y luego fue promovido como tesorero del cabildo (1750). Con 1.500 pesos de costas viajó hasta Santa (costa de la actual Ancash) para presentar el saludo de la iglesia limeña al nuevo arzobispo Pedro Antonio Barroeta y Ángel (abril de 1751). En julio de ese año pasó a ser maestrescuela.

## Episcopado

### Obispo de Popayán
El rey Fernando VI lo propuso como obispo de Popayán, en Nueva Granada (actual Colombia), y la Santa Sede ratificó su nombramiento mediante bula de Benedicto XIV fechada el 24 de enero de 1752.

### Arzobispo de Lima
Propuesto por real cédula del 7 de diciembre de 1757 para ocupar la sede arzobispal de Lima, vacante por la ida de Barroeta, fue nombrado el 13 de marzo de 1758. 
Tomó posesión de su nueva sede el 27 de noviembre de ese mismo año e inmediatamente atendió a la formación moral y el rigor doctrinario de los aspirantes a sacerdotes. 
Redactó un nuevo plan de estudios en el seminario de Santo Toribio y nombró como rector a Agustín de Gorrichátegui. Inauguró el interior renovado de la catedral de Lima, el día 8 de diciembre de 1758.
Luego de visitar las parroquias y monasterios de Lima, salió de la ciudad para iniciar la visita pastoral a su arquidiócesis.  
Trató de rectificar los límites de las doctrinas corrigiendo las deformidades de la antigua demarcación. Durante esta visita falleció el 28 de enero de 1761 en el pueblo de San Jerónimo del valle de Jauja, en la sierra central peruana. 
Tenía cincuenta y cinco años cuando terminó su breve gobierno en el Perú. 
Se trasladaron sus cenizas a Lima a los nueve años, y se depositaron en la cripta de la Catedral el 23 de agosto de 1770, día en que se le hicieron magníficas exequias costeadas por la gratitud de Agustín de Gorrichátegui (que ya por entonces era obispo del Cuzco), predicando en ellas el maestrescuela diputado Esteban José Gallegos, orador distinguido.

## Obras
- Disertación sobre la autoridad de los hechos del breviario romano (1739)
- Historia del primer siglo de la Iglesia (1739)
- Sermones que dixo… para implorar… el acierto en su gobierno (1759)
- Carta Pastoral… a los que pretenden ordenarse (1759).